# Московский политехнический университет
Федеральное государственное автономное образовательное учреждение высшего образования «Московский политехнический университет» (сокращ. «Московский политех») — высшее учебное заведение в Москве. Имеет филиалы в Ивантеевке, п. Тучково, Чебоксарах, Коломне, Рязани, Электростали.
В соответствии с приказом Министерства образования и науки Российской Федерации от 21 марта 2016 года создан путём реорганизации в форме слияния двух российских ВУЗов — МГУП им. Ивана Фёдорова и Университета машиностроения (МАМИ).

## История Московского политехнического университета
История Университета машиностроения началась с создания в 1865 году Комиссаровского технического училища. После Октябрьской революции, в 1919 году, училище было преобразовано в 1-й Московский механико-электротехнический техникум им. М. В. Ломоносова (Ломоносовский техникум), а в 1922 году — в Московский механико-электротехнический институт им. М. В. Ломоносова (Ломоносовский институт).
Становление и развитие института неразрывно связано с именем И. В. Грибова, который работал в Комиссаровском техническом училище с 1914 года в качестве преподавателя вначале таких дисциплин, как машиностроительное черчение и технология металлов, а впоследствии — дисциплин двигатели внутреннего сгорания и автомобильное дело. Он создал в Комиссаровском техническом училище отделение двигателей внутреннего сгорания и автомобилей и с 1916 года руководил этим отделением.
В период преобразований Комиссаровского технического училища сначала в 1-й Московский механико-электротехнический техникум им. М. В. Ломоносова, затем в Московский практический механико-электротехнический институт им. М. В. Ломоносова, и впоследствии в Московский механико-электротехнический институт им. М. В. Ломоносова. Руководителем этих учебных заведений был И. В. Грибов. По этой и по многим другим причинам Университет машиностроения является преемником и продолжателем традиций Комиссаровского технического училища (с 1916 г. — Императорского Комиссаровского технического училища).

### Московский государственный университет инженерной экологии (МГУИЭ)
Приказом Минобрнауки России от 28.12.2011 года № 2898 Московский государственный технический университет «МАМИ» (МГТУ «МАМИ») и Московский государственный университет инженерной экологии (МГУИЭ) реорганизованы путём присоединения МГУИЭ к МГТУ «МАМИ» в качестве структурного подразделения.
Московский государственный университет инженерной экологии был основан в 1931 году на базе механического факультета Московского химико-технологического института им. Д. И. Менделеева как Московский институт инженеров химического машиностроения, и в течение многих лет являлся старейшим и одним из ведущих ВУЗов России, осуществляющих подготовку инженерных и научных кадров, проведение фундаментальных и прикладных научных исследований, определяющих техническую политику при создании экологически чистых производств в химической, нефтехимической, микро-биологической и других отраслях промышленности.
В 1976 году МИХМ был награждён орденом Трудового Красного Знамени за вклад коллектива института в подготовку высококвалифицированных инженерных кадров и проведение научных исследований для химического комплекса страны.
МГУИЭ стал признанным, международным научным сообществом, учебно-научным центром. Это позволило установить прямые контакты с Организацией Объединённых Наций по вопросам образования, науки и культуры (открыта международная кафедра ЮНЕСКО), с крупными научными и научно-производственными организациями и университетами России, Германии, Китая, Италии, Великобритании, Польши, Украины, Белоруссии, Казахстана, Литвы и других.
За годы своего существования ВУЗ всегда был ключевым в нашей стране в области подготовки высококвалифицированных кадров для химической, нефтехимической и газовой промышленности, энергетики, промышленной биотехнологии, экологии городского хозяйства, инженерной защиты окружающей среды от вредных выбросов и отходов промышленного и сельскохозяйственного производства, для решения проблем рационального использования природных и энергетических ресурсов.

### Московский государственный открытый университет имени В. С. Черномырдина (МГОУ имени В. С. Черномырдина)
В апреле 2012 года объединённый университет стал наименоваться как "Федеральное государственное бюджетное образовательное учреждение высшего профессионального образования «Московский государственный машиностроительный университет (МАМИ)». В соответствии с приказом Министерства образования и науки Российской Федерации № 1074 от 20 декабря 2012 года Московский государственный открытый университет имени В. С. Черномырдина и Московский государственный вечерний металлургический институт реорганизуются путём присоединения к Московскому государственному машиностроительному университету (МАМИ).
Московский государственный открытый университет (МГОУ) является преемником Московского городского народного открытого университета А. Л. Шанявского и начинает свою историю с 1932 года, когда на базе Политехнической школы приказом по Народному Комиссариату тяжёлой промышленности СССР от 13 декабря 1932 года № 907, был создан Всесоюзный заочный институт технического образования (ВЗИТО), который объединил в своём составе десять региональных заочных ВУЗов.
В 1935 году Приказом по Народному Комиссариату тяжёлой промышленности СССР от 28 марта 1935 года № 26-76 Всесоюзный заочный институт технического образования был переименован во Всесоюзный заочный индустриальный институт (ВЗИИ).
В 1947 году Распоряжением Совета Министров СССР от 14 октября 1947 года № 1546р Всесоюзный заочный индустриальный институт был переименован во Всесоюзный заочный политехнический институт (ВЗПИ).
Указом Президиума Верховного Совета СССР от 20 августа 1982 года ВЗПИ награждён орденом Трудового Красного Знамени.
В 1992 году Постановлением Правительства Российской Федерации от 2 февраля 1992 года № 101 Всесоюзный заочный политехнический институт был преобразован в Московский государственный открытый университет (МГОУ).
В 2007 году коллектив Московского государственного открытого университета отметил 75-летний юбилей.
За более чем 80-летнюю историю Московский государственный открытый университет имени В. С. Черномырдина подготовил свыше 400 тысяч квалифицированных специалистов.

### Московский государственный вечерний металлургический институт
Московский государственный вечерний металлургический институт был организован на основании Постановления Совета Народных Комиссаров СССР от 17 апреля 1930 года, как Московский завод-втуз «Серп и молот» на базе Московского металлургического завода «Серп и молот». В 1937 году институт, как и другие металлургические ВУЗы, был передан из ведения Наркомтяжпрома СССР в ведение Главного управления учебными заведениями Народного комиссариата чёрной металлургии. В 1939 году Всесоюзный комитет по делам высшей школы при СНК СССР утвердил Устав ВУЗа с новым названием — «Московский вечерний металлургический институт» (МВМИ). Контингент студентов в довоенные и военные годы был небольшим, однако к 1946 году институт выпустил 469 инженеров, имевших практический опыт работы. В 1981 году, в год своего 50-летия, МВМИ за заслуги в подготовке высококвалифицированных специалистов для народного хозяйства и развитие научных исследований был награждён орденом Трудового Красного Знамени. В 1990-х годах была организована подготовка инженеров по ряду новых специальностей и специализаций, в том числе по технологии художественной обработки металлов, экологии, ресурсосбережению и других
В 1995 году приказом Государственного комитета по высшей школе Министерства науки, высшей школы и технической политики Российской Федерации ВУЗ был переименован в Московский государственный вечерний металлургический институт (МГВМИ).
Предприятия нуждались в квалифицированных рабочих и ИТР. Очно-заочная (вечерняя) форма, реализуемая в МГВМИ, оказалась эффективным методом подготовки специалистов с высшим образованием для конкретного предприятия
В 2006 году институт отметил своё 75-летие. К этой дате в металлургических и машиностроительных журналах («Сталь», «Металлург», «Прокатное производство», «Огнеупоры», «Автоматическая сварка», «Электрометаллургия» и другие) преподаватели ВУЗа опубликовали более пятидесяти научно-технических статей.

### Московский государственный индустриальный университет (МГИУ)
В соответствии с приказом Министерства образования и науки РФ от 30 декабря 2014 года № 1649 к Московскому государственному машиностроительному университету (МАМИ) был присоединён Московский государственный индустриальный университет (бывший Завод-ВТУЗ при ЗИЛе).
МГИУ имел глубокую историческую связь с МАМИ. Прологом создания Завода-ВТУЗа при ЗИЛе можно считать открытие 1 февраля 1931 года филиала вечернего автомеханического института, который получил краткое название «АМИ-АМО». Однако, создание завода-ВТУЗа при АМО не было утверждено Высшим советом народного хозяйства СССР.
В конце 1958 года был принят «Закон об укреплении связи школы с жизнью и дальнейшем развитии системы народного образования в СССР», а 30 декабря 1959 года на основе этого закона Совет Министров СССР принял Постановление № 1425 «Об организации заводов-ВТУЗов, а также промышленных предприятий и цехов при высших учебных заведениях». Приказ и. о. министра высшего и среднего специального образования РСФСР Н.Ф. Краснова[прояснить] от 8 февраля 1960 года № 107 определил дату открытия заводов-ВТУЗов − 1 марта 1960 года и дату начала занятий − 1 сентября 1960 года. К этому времени на Московском автозаводе функционировали: филиал МАМИ, вечернее отделение МЭИ, отделение ВЗМИ и группы повышения экономических знаний инженеров при инженерно-экономическом институте им. С. Орджоникидзе[прояснить].
Таким образом, в соответствии с этим Постановлением № 1425 и приказом № 107 министра ВиССО РСФСР от 8 февраля 1960 года при Московском автомобильном заводе ЗИЛ было организовано высшее учебное заведение — завод-ВТУЗ на базе филиала МАМИ. Оказание необходимой помощи заводу-ВТУЗу в первые годы его существования было поручено МАМИ. В феврале 1966 года в связи с созданием в учебном заведении соответствующей базы, приказом министра ВиССО РСФСР завод-ВТУЗ при ЗИЛе был переведён на самостоятельное управление.
В 1988 году Завод-ВТУЗ при ЗИЛе был переименован в Московский автомобилестроительный институт — МАСИ (ВТУЗ-ЗИЛ).
В 1996 году МАСИ получил статус университета и новое наименование — Московский государственный индустриальный университет (МГИУ).
В 2002 году МГИУ вошёл в группу лидеров по масштабности и объёму использования дистанционных образовательных технологий.
В 2010 году МГИУ отметил 50-летний юбилей, а в конце 2014 — «вернулся» в свою Alma mater.

### Московский государственный университет печати имени Ивана Фёдорова
История Московского государственного университета печати имени Ивана Фёдорова началась в 1930 году. Постановлением ЦИК Совета народных комиссаров СССР на базе полиграфических факультетов Московского и Ленинградского Высших художественно-технических институтов (ВХУТЕИН) был организован Московский полиграфический институт. Он стал первым учебным заведением, готовящим кадры высшей квалификации для полиграфических предприятий и издательств.
Первоначально в составе института было три факультета: Технологический, Инженерно-экономический и Издательско-графический (с профилем «Графика»). На Технологическом готовили инженеров-технологов высокой печати, инженеров-технологов плоской печати, инженеров-технологов глубокой печати, инженеров-технологов фототехники, инженеров-технологов-материаловедов. В Инженерно-экономическом факультете было две специальности: инженер-экономист-плановик и инженер-экономист-рационализатор. Издательский факультет принимал на пять специальностей: конструктор книги, конструктор газеты и журнала, конструктор плаката и детской книги, оригиналист книги, оригиналист плаката и журнала. В 1939 году открылся Механический факультет для подготовки инженеров по специальности «Механическое оборудование полиграфических предприятий».
В 1941 году МПИ объединяется с Редакционно-издательским институтом. Появляются новые направления подготовки: литературно-редакторское, художественно-оформительское и планово-экономическое. С этого времени Московский полиграфический институт стал выпускать специалистов по всем основным специальностям полиграфии и издательского дела.
С начала 1960-х годов институт постепенно приобретает статус крупнейшего центра полиграфического образования и полиграфической науки Советского Союза. Он готовит кадры для Российской Федерации и многих союзных республик. Немало выходцев из МПИ — работники и руководители предприятий зарубежных стран. В 1980 году Указом Президиума Верховного Совета СССР институт награждён орденом Трудового Красного Знамени. Во второй половине 1980-х гг. и в начале 1990-х годов ВУЗ вошёл в ряд отраслевых ассоциаций: Межрегиональную ассоциацию полиграфистов, Ассоциацию книгоиздателей, Ассоциацию книгораспространителей, Ассоциацию производителей упаковки. В интересах отраслевых предприятий он выполняет широкую программу научных разработок в области полиграфии. Постепенно растёт количество партнёров, среди которых российские и зарубежные учебные заведения, компании-производители полиграфического оборудования.
В 1993 году МПИ преобразован в Московскую государственную академию печати. В 1997 году МГАП становится Университетом. А в 2010 году Московскому государственному университету печати присвоено имя Ивана Фёдорова — просветителя и основателя книгопечатания в России, в целях увековечения его памяти и в связи с 80-летием основания университета.
C 2011 года университет начинает готовить бакалавров и магистров. В 2013 году по результатам конкурса «100 лучших ВУЗов России» МГУП имени Ивана Фёдорова признан лучшим профильным ВУЗом. В этом же году происходит реорганизация существующих факультетов. В составе ВУЗа создаётся четыре института: Институт принтмедиа и информационных технологий, Институт издательского дела и журналистики, Институт коммуникаций и медиабизнеса, Институт графики и искусства книги.
К своему 85-летию МГУП имени Ивана Фёдорова — единственный в Российской Федерации и СНГ профильный медиауниверситет, осуществляющий комплексную подготовку кадров с высшим профессиональным образованием для всего спектра профессий в сфере медиаиндустрии. В его стенах готовят как управленцев, экономистов, рекламистов, пиарщиков, журналистов, редакторов, художников и дизайнеров, так и инженеров классического полиграфического и упаковочного производства, инженеров IT-сферы и инженеров, способных формировать современные управленческие информационные цепочки.
В Университете активно развиваются интегрированные формы обучения, которые позволяют будущим работодателям выпускников участвовать в образовательном процессе. В 2015 году совместно с издательством «Просвещение» открывается базовая кафедра по подготовке издателей учебной литературы.

### Московский политехнический университет
В конце 2015 года учёные Советы МГУП имени Ивана Фёдорова и МАМИ заявили о намерении объединиться в крупный многопрофильный политехнический ВУЗ.
В 2016 году решением заседания учёного совета Институту графики и искусства книги присвоено имя известного мастера портрета, ксилографии и книжной графики, искусствоведа, живописца-монументалиста и педагога, работавшего в МПИ, профессора В. А. Фаворского.
С 1 сентября 2016 года Университет печати становится Высшей школой печати и медиаиндустрии в составе Московского политехнического университета.
В соответствии с приказом Минобрнауки России от 21 марта 2016 года в Москве создан Московский политехнический университет путём реорганизации в форме слияния Университета машиностроения (МАМИ) и Московского государственного университета печати имени Ивана Фёдорова (МГУП). Ректором Московского политехнического университета назначен Андрей Николаенко (до этого — ректор МАМИ).
Около 2000 преподавателей проводят занятия на 52 кафедрах университета. В ВУЗе обучается более 29000 студентов по различным формам обучения. Иногородним студентам предоставляются места для проживания в 10 благоустроенных студенческих общежитиях.
Для проведения занятий ВУЗ располагает постоянно обновляемой технической базой: в учебных корпусах ул. Б. Семёновская, д. 38, ул. Автозаводская, д. 16, ул. Павла Корчагина, д. 22, ул. Прянишникова, 2А, ул. Михалковская, д. 7, ул. Садовая-Спасская, д. 6 размещены аудитории, учебные и научные лаборатории, компьютерные классы, спортивные залы, спортивно-оздоровительные базы, научно-техническая библиотека с фондом около 2 млн экземпляров, столовые и буфеты. Университет является крупнейшим высшим учебным заведением, готовящим квалифицированных специалистов.

### Названия
- 1919—1920 — 1-й Московский механико-электротехнический техникум им. М. В. Ломоносова (Ломоносовский техникум)
- 1920—1922 — Московский практический механико-электротехнический институт им. М. В. Ломоносова
- 1922—1930 — Московский механико-электротехнический институт им. М. В. Ломоносова
- 1930—1932 — Московский автотракторный институт им. М. В. Ломоносова
- 1932—1939 — Автотракторный факультет Московского механико-машиностроительного института
- 1939—1992 — Московский автомеханический институт
- 1992—1997 — Московская государственная академия автомобильного и тракторного машиностроения (МГААТМ)
- 1997—2012 — Московский государственный технический университет «МАМИ»
- 2012—2016 — Московский государственный машиностроительный университет (МАМИ), сокращённо «Университет машиностроения»
- 1 сентября 2016 — н. в. — Московский политехнический университет

## Ректор
- Ректор Миклушевский Владимир Владимирович
- Ранее — Николаенко, Андрей Владимирович
- И. о. — Гарбузюк Иван Владимирович

## Структура университета
1 сентября 2016 года на базе Университета машиностроения (МАМИ) и Московского государственного университета печати имени Ивана Фёдорова (МГУП им. Ивана Фёдорова) образован Московский политехнический университет.

### Факультеты
- Факультет информационных технологий
- Транспортный факультет
- Факультет машиностроения
- Факультет химической технологии и биотехнологии
- Факультет урбанистики и городского хозяйства
- Факультет базовых компетенций
- Инженерная школа (факультет)
- Факультет довузовской подготовки
- Художественная школа Полиграф
- Факультет дополнительного образования
- Факультет технологического предпринимательства
- Факультет экономики и управления
- Институт новых образовательных программ и технологий

- Высшая школа печати и медиаиндустрии
  - Институт графики и искусства книги имени В. А. Фаворского
  - Институт коммуникаций и медиабизнеса (ликвидирован, кафедры включены в состав факультета экономики и управления)
  - Институт издательского дела и журналистики
  - Институт принтмедиа и информационных технологий

### Кафедры
- Кафедра «Автоматизация полиграфического производства»
- Кафедра «Автоматика и управление»
- Кафедра «Аппаратурное оформление и автоматизация технологических производств»
- Кафедра «Аэрокосмическая инженерия»
- Кафедра «Гидравлика»
- Кафедра «Гуманитарные дисциплины»
- Кафедра «Государственное управление и право»
- Кафедра «Дизайн»
- Кафедра «Динамика, прочность машин и сопротивление материалов»
- Кафедра «Журналистика и массовые коммуникации»
- Кафедра «Издательское дело и книговедение»
- Кафедра «Иллюстрация и эстамп»
- Кафедра «Инженерная графика и компьютерное моделирование»
- Кафедра «Инновационные материалы принтмедиаиндустрии»
- Кафедра «Иностранные языки»
- Кафедра «Информатика и информационные технологии»
- Кафедра «Информационная безопасность»
- Кафедра «Маркетинговые коммуникации»
- Кафедра «Математика»
- Кафедра «Материаловедение»
- Кафедра «Машины и технологии литейного производства»
- Кафедра «Менеджмент»
- Кафедра «Металлургия»
- Кафедра «Наземные транспортные средства»
- Кафедра «Оборудование и технологии сварочного производства»
- Кафедра «Обработка материалов давлением и аддитивные технологии»
- Кафедра «Полиграфические машины и оборудование»
- Кафедра «Прикладная информатика»
- Кафедра «Промышленная теплоэнергетика»
- Кафедра «Промышленное и гражданское строительство»
- Кафедра «Процессы и аппараты химической технологии»
- Кафедра «Реклама и связи с общественностью в медиаиндустрии»
- Кафедра «Рисунок и живопись»
- Кафедра «Русский язык и история литературы»
- Кафедра «СМАРТ-технологии»
- Кафедра «Стандартизация, метрология и сертификация»
- Кафедра «Техника и технология горного и нефтегазового производства»
- Кафедра «Техника низких температур» имени П. Л. Капицы
- Кафедра «Техническая механика»
- Кафедра «Технологии и оборудование машиностроения»
- Кафедра «Технологии и управление качеством в полиграфическом и упаковочном производстве»
- Кафедра «Управление персоналом»
- Кафедра «Физика»
- Кафедра «Физическое воспитание»
- Кафедра «ХимБиоТех»
- Кафедра «Художественно-техническое оформление печатной продукции»
- Кафедра «Экологическая безопасность технических систем»
- Кафедра «Экономика и менеджмент медиабизнеса»
- Кафедра «Экономика и организация»
- Кафедра «Электрооборудование и промышленная электроника»
- Кафедра «Электротехника»
- Кафедра «Энергоустановки для транспорта и малой энергетики»

### Филиалы
- Рязанский институт (филиал) Московского политехнического университета
- Коломенский институт (филиал) Московского политехнического университета
- Чебоксарский институт (филиал) Московского политехнического университета
- Ивантеевский филиал Московского политехнического университета
- Тучковский филиал Московского политехнического университета
- Федеральный музей профессионального образования (филиал) Московского политехнического университета в г. Подольске
- Электростальский институт (филиал) Московского политехнического университета

## Издания
- Известия МГТУ «МАМИ»